# Punta Nakalele

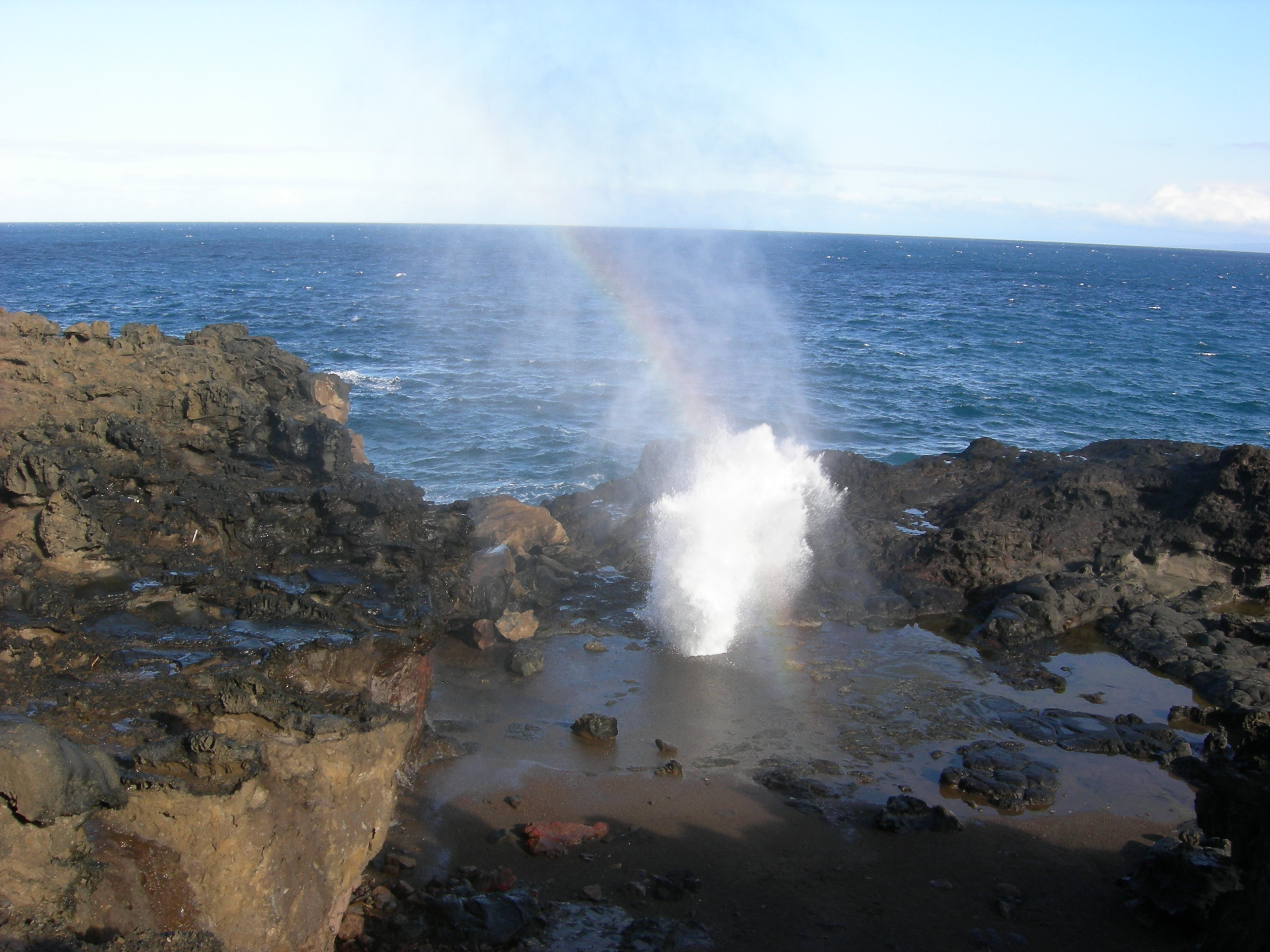
El bufadero de Nakalele

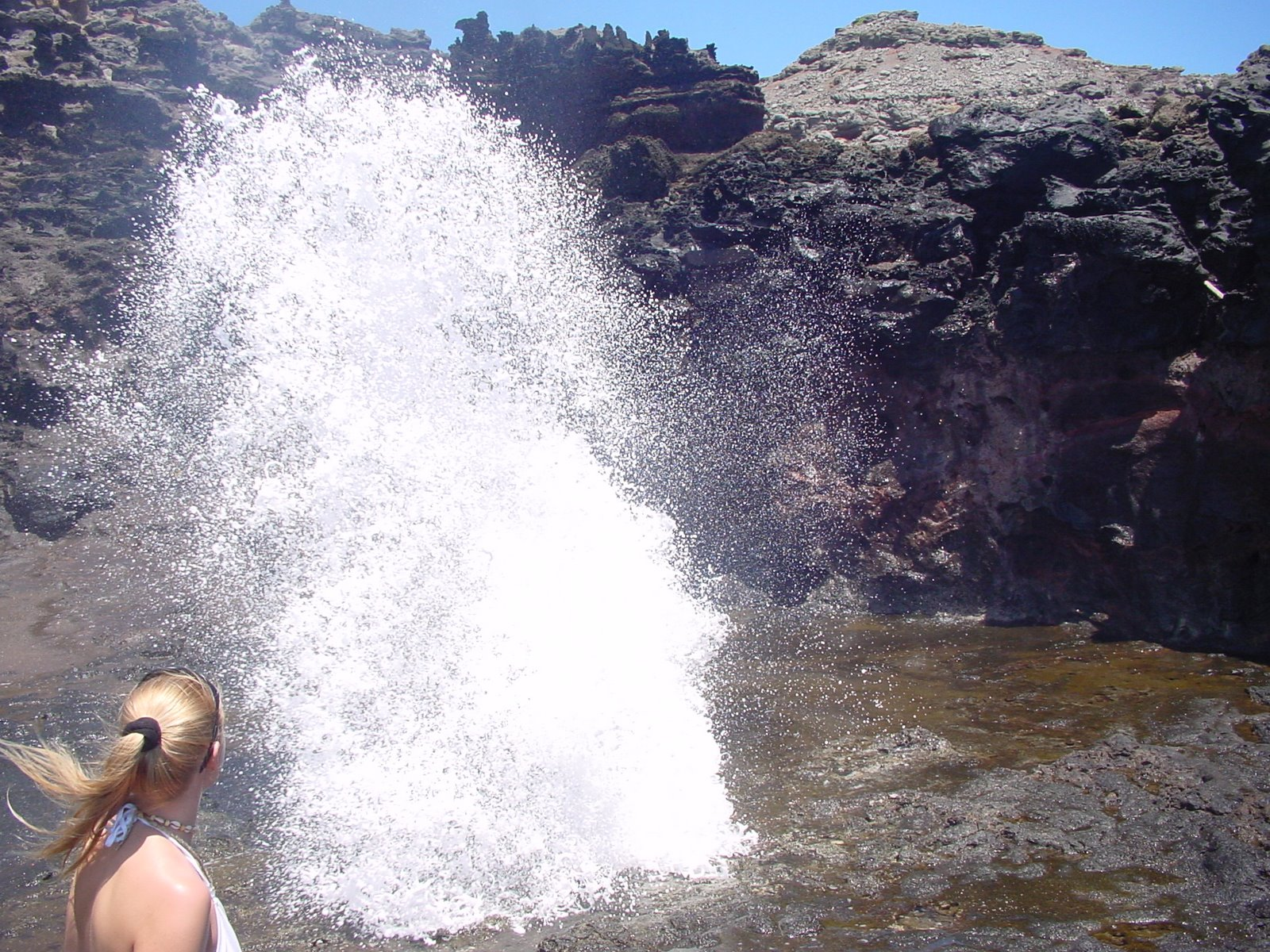
Acercamiento al bufadero de Nakalele

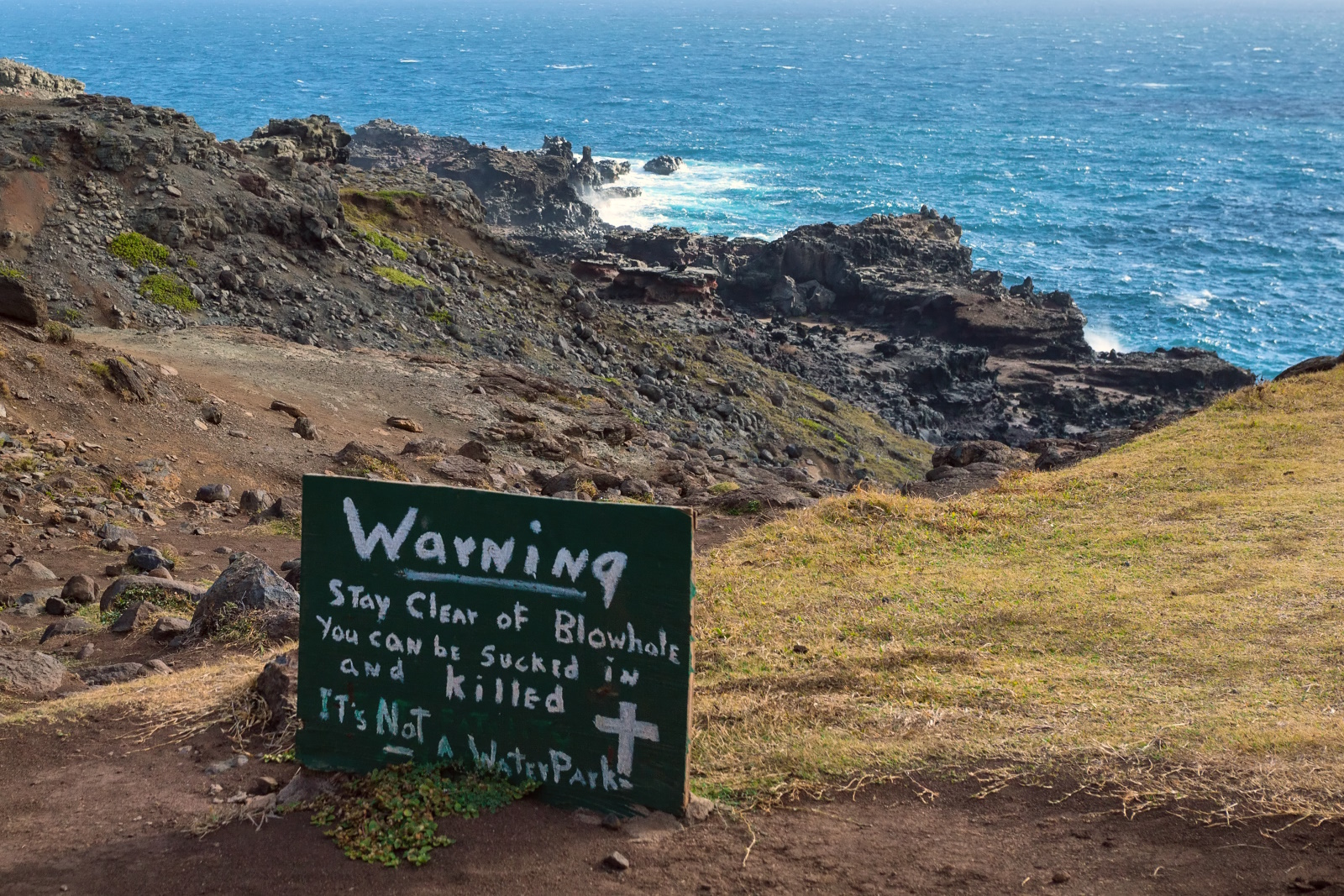
Señal de advertencia en Punta Nakalele

Punta Nakalele es una masa de tierra en la orilla oriental de la punta norte de la isla de Maui en el estado de Hawái. En hawaiiano,  Nakalele o Nā-kālele significa "la inclinada". La Punta es conocida por su bufadero y se ha vuelto notable por sus condiciones peligrosas de oleaje. La Punta y el bufadero están localizados justo al este de Poelua Bahía.

## Bufadero
Punta Nakalele es famosa por su bufadero que produce un potente chorro de agua parecido a un géiser. Dependiendo de las olas y la marea el bufadero puede arrojar agua a una altura de hasta 100 pies. 
Se ha confirmado la muerte de una persona al caer en el bufadero.

## Faro
Un faro fue levantado alrededor de 1908 en Punta Nakalele. Originalmente consistía de un mástil de madera de aproximadamente 40 pies alto, en el que se colocó una luz provisional. Para 1910 se había construido un edificio con una plataforma en el techo para una luz permanente. En 1922 se automatizó la luz para que centelleara. El faro actualmente pertenece a la Guardia Costera de los Estados Unidos.